# Benyik György
Benyik György (Soltvadkert, 1952. június 5. –) katolikus pap, teológus. A Szegedi Nemzetközi Biblikus Konferencia szervezője, igazgatója és köteteinek szerkesztője. 2011 óta főiskolai tanári teendőinek ellátása mellett plébános a Szeged-Tarjánvárosi Szent Gellért Plébánián, s az algyői Szent Anna Plébánián. 2015. október 14-én átnyújtotta Ferenc pápának azt az öt kötetes kézzel írt Bibliát, amelyet vallási csoportokkal írt határokon innen és túl.

## Kutatási területei
Újszövetségi kortörténet, újszövetségi apokrifek, szenvedéstörténet,
Máté evangéliuma, a bibliakutatás tudománytörténete, a Biblia hatástörténete.

## Oktatott tantárgyai
Újszövetségi bevezető, újszövetségi szövegmagyarázat, ószövetségi bevezető, ószövetségi szövegmagyarázat, szociológia, retorika, missziológia, perikópa magyarázat, héber nyelv, görög nyelv. Több mint 50 szakdolgozó témavezetője volt, 1978–2015 közt mintegy 7500 hallgatót oktatott Budapesten, Szegeden, Szabadkán.

## Élete és munkássága
Szülei: Benyik Mihály (1923-1990), földműves és Benkóczki Erzsébet (1923-2019), háztartásbeli. Középiskoláit Kiskunhalason a Szilárdy Áron Gimnáziumban és a kecskeméti Piarista Gimnáziumban végezte 1965 és 1970 között. Teológiai tanulmányait 1970–1971-ben a szegedi Hittudományi Főiskolán, 1972 és 1975 között Budapesten a Hittudományi Akadémián, majd 1978 és 1980 között Rómában, a Gergely Egyetemen (Gregoriana) folytatta. 1975-ben Soltvadkerten szentelték pappá. Pappá szentelésének és papi működésének 25. évfordulóját 2000-ben, 40 éves évfordulóját pedig 2015-ben ünnepelték diákjai, hívei, paptársai, tisztelői. 1975 és 1978 között a kalocsai Szent Imre plébánia káplánja volt. 1978-tól a szegedi Gál Ferenc Hittudományi Főiskolán tanít (bibliai bevezető, szövegmagyarázat, bibliai héber, görög nyelv, szociológia). A Biblikus Tanszék vezetője volt 1980-tól, jelenleg e tanszéken főiskolai tanár beosztásban dolgozik Prof. Dr. Rózsa Huba egyetemi tanár vezetése alatt. 1996-2002 között Szeged város önkormányzatában egyetemi és egyházi főtanácsadó volt.

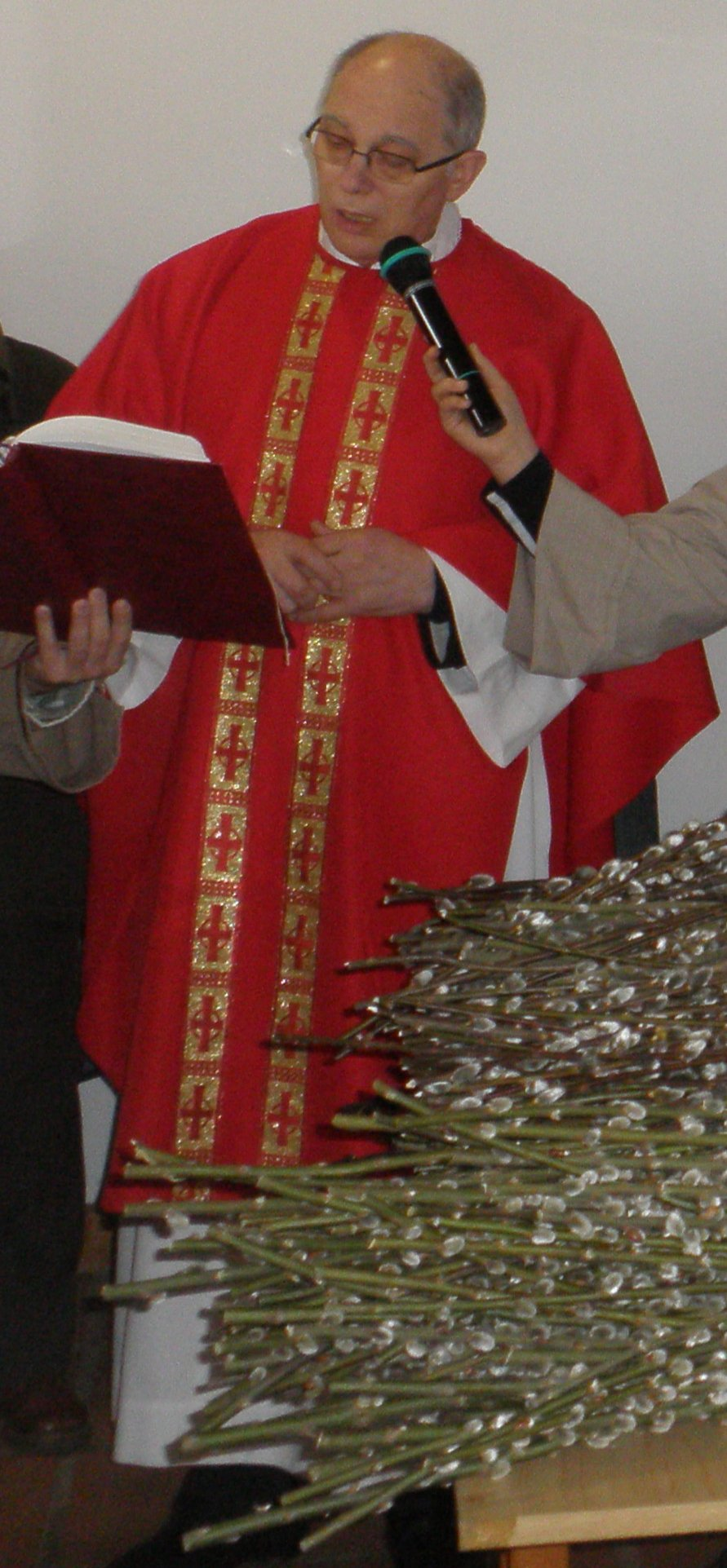
Virágvasárnapi barkaszentelés

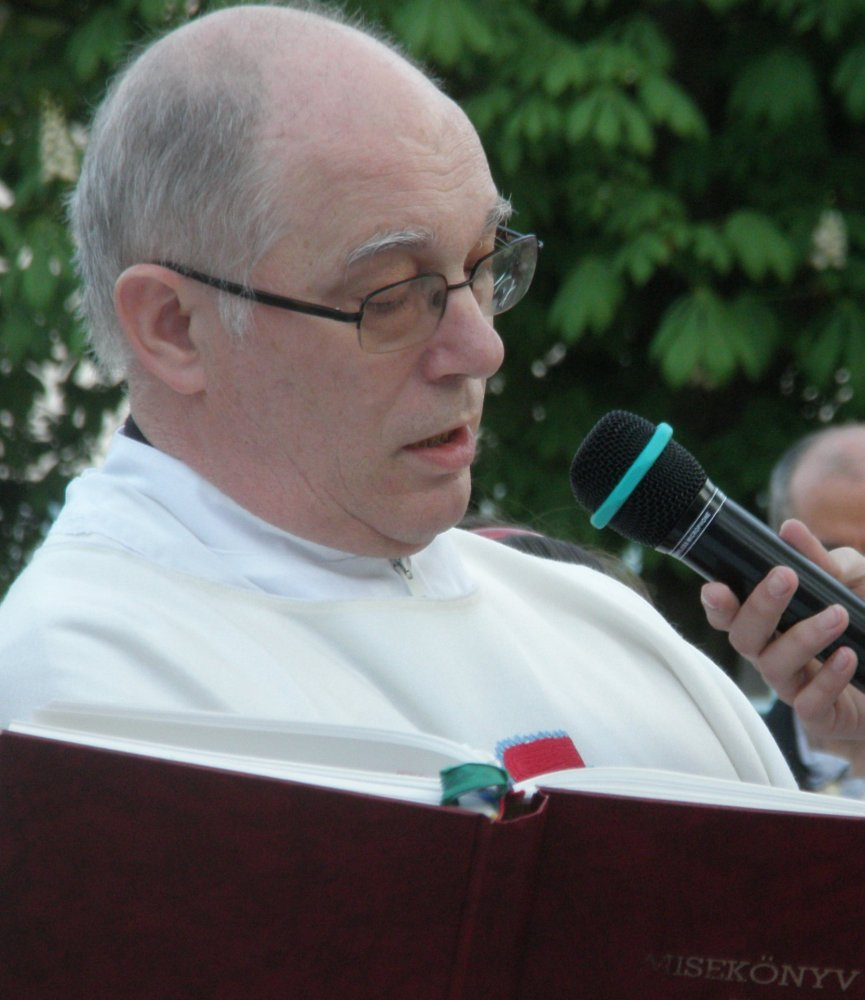
Húsvéti gyertyaszentelés

Dr. Kiss-Rigó László szeged-csanádi püspök 2011. április 14-én Benyik Györgyöt teológiai oktatói tevékenységének megtartása mellett kinevezte plébánosnak a Szeged-Tarjánvárosi Szent Gellért Plébániára, ahol 1975–1993 között kisegítő lelkészként már szolgált Singer Ferenc templomépítő plébános mellett, és egyben megbízta az algyői Szent Anna Plébánia vezetésével is (2011-2014).
Benyik atya az ismeretterjesztésből is kiveszi részét, 7 évig a szegedi VTV Lélektől lélekig című magazin műsorában működött közre (kb. 140 × 20 perc), ugyancsak az ismeretterjesztés jegyében 102 rádióinterjút készített. 1980-2007 között a Szeged-Csanádi Egyházmegye média referenseként működött, 2010-től a Sacra Scripta Journal of the Centre for Biblical Studies szerkesztőségének a tagja. 

## Szegedi Biblikus Konferencia
A Szegedi Biblikus Konferencia szervezését és a konferencia kiadványainak szerkesztését végzi 1989-től évenként, résztvevők a Kárpát-medence teológusai, s teológusok a világ minden tájáról. A konferencia hangsúlyozottan teológiai, legfőbb célja, hogy a teológiai gondolkodást fejlessze. Az idők során előtérbe került, s megmaradt a konferencia ökumenikus és nemzetközi jellege, ezért Szegedi Ökumenikus Biblikus Konferenciának, sőt újabban egyszerűen Nemzetközi Biblikus Konferenciának is nevezik. A konferencia megszervezését és a konferencián kibontakozó egészséges vita légkörének megteremtését elősegítette Gál Ferenc professzor, Rózsa Huba professzor, Jakubinyi György gyulafehérvári érsek, Valentiny Géza prelátus, Gyulay Endre megyés püspök, a Magyar Katolikus Püspökkari Konferencia és még számosan a hazai és külföldi egyházi személyiségek és intézmények közül, végeredményben a konferencia valamennyi előadója és résztvevője.
1990 és 2015 közt a Szegedi Nemzetközi Biblikus Konferenciának 3601 látogatója
volt, 350 előadás hangzott el, és számos külföldi professzort fogadtak előadóként.

2015-től alapítványként jegyezték be a konferenciát: Szegedi Nemzetközi Biblikus Konferencia Alapítvány néven.
2016 augusztusában is megrendezték a Szegedi Nemzetközi Biblikus Konferenciát. A konferencia igazgatója Benyik György, védnökei: Jakubinyi György gyulafehérvári érsek, Kiss-Rigó László megyés püspök, Joachim Gnilka német teológus, Szuromi Szabolcs, a Pázmány Péter Katolikus Egyetem rektora és Martos Levente Balázs, a Pápai Biblikus Bizottság tagja.

### A Szegedi Biblikus konferencia kiadványai 2000-ig
| Kötet         | Téma                                 | Példány           |
| ------------- | ------------------------------------ | ----------------- |
| 11            | Újszövetségi kommentárok             | 55000 = 5000X11   |
| 14            | Konferencia kötetek                  | 07000 = 0500X14   |
| 03            | Újszövetségi bevezetők               | 03000 = 1000X03   |
| 01            | Aq. Szt. Tamás gyermekség evangélium | 00500             |
| 01            | Biblikus könyvszemle                 | 00500             |
| 01            | Aquinói Szt. Tamás Catena Aurea      | 01500             |
| 01            | Magyar Biblia könyvészete            | 02000             |
| 32 köt. össz. |                                      | 69500 péld. össz. |

### Nemzetközi Biblikus Konferencia főbb témái
- Megbeszélések, tervek (1987, 1988)
- I. Biblikus témájú előadások (1989)
- II. Megbeszélések, határozat született főbb biblikus könyvek fordításáról (1990)
- III. Apokalipszis (1991)
- IV. Feltámadás (1992)
- V. Az Apostolok Cselekedetei (1993)
- VI. A Korintusi levelek (1994)
- VII. A Messiási kérdés (1995)
- VIII. A Gyermekségtörténet és Mariológia (1996)
- IX. Példabeszédek (1997)
- X. Csoda elbeszélések konferencia (1998)
- XI. Qumrán és az Újszövetség (1999)
- XII. Hatalom és Karizma konferencia (2000)
- XIII. A szeretet missziója (2001)
- XIV. A vallási személyiségek és hatásuk a társadalomra (2002)
- XV. Világi közösség – vallási közösség (2003)
- XVI. A Biblia értelmezése (2004)
- XVII. Szenvedéstörténet konferencia (2005)
- XVIII. Mózes törvénye – Krisztus törvénye (2006)
- XIX. A Biblia és a Korán (2007. augusztus 26-29.)
- XX. Zsoltárok, Himnuszok, Imádságok (2008. augusztus 31. – szeptember 2.)
- XXI. Szent Pál és a pogány irodalom (2009. szeptember 24-26.)[7]
- XXII. A testben élünk (2010. szeptember 9-11.)
- XXIII. ISTENI BÖLCSESSÉG – EMBERI TAPASZTALAT (2011. szeptember 8–10.)
- XXIV JÉZUSTÓL – KRISZTUSIG (2012. augusztus 21–23.)
- XXV. A Biblia és a gazdaság – Szegények és gazdagok a bibliai szövegekben (2013. augusztus 22–24.; a 2013. évi, jubileumi XXV. konferencia előadásainak szövege és hanganyaga.[8]
- XXVI. Gyűlölet és kiengesztelődés a Bibliában (2015 augusztus 27-29.) (A konferencia védnökei többek közt Jakubinyi György gyulafehérvári érsek és Kiss-Rigó László szeged-csanádi megyés püspök.)[9]
- XXVII. Vallási és kulturális konfliktusok a Bibliában és az ősegyházban címmel rendezték meg 2016 augusztusában azt a konferenciát, amely egy katolikus-protestáns magyar nyelvű bibliafordítás lehetőségeit is vizsgálta.

## SNTS kongresszus Szegeden (2014)
Benyik György szervezésében az SNTS (Studiorum Novi Testamenti Societas = Újszövetségkutatók Társasága) 69. Kongresszusát Szegeden tartotta 2014. augusztus 5-9. közt.
A Studiorum Novi Testamenti Societas (SNTS) megalapításának ötletét Johannes de Zwaan professzor 1937-ben vetette fel a Hit és rend konferencián Edinburgh-ban. A szervezet 1938. március 8-án jött létre, J. de Zwaan elnökletével. Anglikán és református professzorok alapították, de később katolikus kutatók is csatlakoztak hozzá.
Az alapító dokumentum 1939 szeptemberében született; ekkor kezdték el az első általános gyűlés előkészítését Birminghamben. A társaságnak ekkor 54 tagja volt Európában. A második világháború miatt jóval később, 1947. március 28-án rendezték a következő konferenciát, 38 tag részvételével az oxfordi Christ Churchben. Ez volt az első hivatalos általános nagygyűlés.
Szervezeti formája többször változott, előbb csak európai és brit biblikusokat tömörített, majd észak-amerikai és kanadai bibliakutatók is bekapcsolódtak a munkába.
1947-ben véglegesítették a SNTS alapszabályát. A konferenciát évenként más-más egyetemen, az utóbbi időben más-más országban rendezik: 1981-ben Rómában, 2000-ben Jeruzsálemben, 2013-ban Ausztráliában tartották.
A szervezet jelenleg mintegy ezer tagot számlál a világ öt kontinensén található hétszáz egyetemről, így a világ egyik legnagyobb kulturális eszmecsere-fóruma. Magyar SNTS-tagok: Cserháti Sándor, Geréb Zsolt, Balla Péter, Peres Imre, Benyik György.
A 2014. augusztusi szegedi konferencián 5 kontinens 55 országából 267 bibliatudós vett részt, többek között Indiából, Kínából, Ghánából, Moszkvából, Mexikóból és Dél-Koreából. Hazánkba érkezett az SNTS jelenlegi elnöke, Christopher Tuckett az Oxfordi Egyetemről. A tudományos eszmecsere mellett megválasztották a szervezet soros elnökét: Udo Schnellét, a hallei egyetem professzorát.

## Nyelvtudása
- Angol, német, olasz, latin, héber, görög.

## Tudományos fokozatai
- Teológiai doktorátus (No 1/1976-77) Budapest, Pázmány Péter Katolikus Egyetem (1977)[10]
- Biblikus teológiai diploma Róma, Pontificia Universita Gregoriana (1983. június 8.)
- PhD Pázmány Péter Katolikus Egyetem Teol. Fakultása, PHD Akkreditációs bizottság határozata az átminősítésről (átminősítési szám K–22/1997–98).

## Vendégelőadásai egyetemeken és konferenciákon
- 1. Universität Wien – Colloguium Biblicum 1990, 1996
- 2. Universität Wien – Society of Biblical Literature Conference, 2007
- 3. Debreceni Református Hittudományi Egyetem, 1997
- 4. Budapesti Evangélikus Teológiai Akadémia, 1997
- 5. Károli Gáspár Református Egyetem, Budapest, 1998
- 6. Pázmány Péter Katolikus Egyetem Hittudományi Kar, 1990–98
- 7. Pápai Református Teológiai Akadémia, 1998
- 8. Univerzita Komenského v Bratislave, Evangélikus Teológiai Kar, 1999
- 9. Novi Sad teológiai kurzus, 1997–2000
- 10. Universität Passau Department für Katholische Theologie, 1998
- 11. Babes Bolyai Egyetem Kolozsvár, 1999
- 12. Babes Bolyai Egyetem Kolozsvár, 2004
- 13. Leuven Catholic University Faculty of Theology and Religious Studies, 2009
- 14. Cambridge Lady Margaret Beautforth intézet, 2009
- 15. Universität Regensburg Fakultät für Katholische Theologie, 2009
- 16. Martin Luther Universität Halle–Wittenberg Theologische Fakultät, 2009
- 17. Evangelischen Theologie an der Bergischen Universität Wuppertal – részvétel a vitában a Sinai kódex kritikai szövegéről, 2009
- 18. Humbold Universität zu Berlin Evangelische Theologie SNTS, 2010
- 19. Seminarium Incarnatae Sapientiae Alba Iulia, 2010
- 20. Filozofická fakulta Univerzita Mateja Bela v Banskej Bystrici, 2012
- 21. New York, Annandale on Huston, 2011
- 22. Leuven Catholic University Faculty of Theology and Religious Studies, 2012
- 23. University of Belgrade Faculty of Ortodox Theology, 2013
- 24. Pontificia Universita Lateranense Faculty of Philosophy (Róma), 2013
- 25. Szegedi Tudományegyetem SNTS, 2014
- 26. Septuaginta konferencia Budapest, 2015
- 27. Nostra Aetate konferencia Tihany, 2015
- 28. Amszterdam SNTS, 2015

## Főbb munkái
- Bevezetés az Ószövetségi Szentírásba (1988)
- Ószövetségi egzegézis, I. A teremtés és A kivonulás könyve (1990)
- Bevezetés az Újszövetségi Szentírásba (1991)
- Újszövetségi egzegézis, I. Evangéliumi hagyomány (1991)
- Újszövetségi egzegézis, II. A páli és a jánosi hagyomány (1992)
- Ószövetségi egzegézis, II. A messiási eszme (1993)
- Tesztkönyv az Ószövetségi és az Újszövetségi Szentírás szövegéhez (1994)
- Az Újszövetségi Szentírás keletkezés- és kutatástörténete (1995, 1996, 2000, 2004)
- Ungarische Bibelübersetzungen (1997)
- A magyarországi biblikus irodalom a kezdetektől 1997-ig (2000)
- Bevezetés Dan Cohn-Sherbok A judaizmus rövid története c. könyvéhez (2001)
- Igézők (B év). Elmélkedések a liturgikus év B ciklusának evangéliumairól (2005)
- Igézők : az év (perikópa magyarázatok). Szeged : Agape, 2007
- A Biblia kutatása a kora reneszánszban (2008)[11]
- Igéző leckék : elmélkedések a liturgikus év B ciklusának szentleckéiről (2009)[12]
- Igéző olvasmányok „A”. Szeged; Agape, 2014. 198 o.
- Gyűlölet és kiengesztelődés. 26. Szegedi Nemzetközi Biblikus Konferencia. 2015. augusztus 27-29.; szerk. Benyik György; JATEPress, Szeged, 2016
- Magyar biblikusok lexikona; JATEPress, Szeged, 2016

### Fontosabb fordításai magyar nyelvre
- Aquinói Szent Tamás: Gyermekségtörténet Máté szerint; ford. Lázár István Dáviddal, Nagy Lászlóval (1967)
- Aquinói Szent Tamás: Catena Aurea, 1: Kommentár Máté evangéliumához; ford. Lázár István Dáviddal (2000)

### Szerkesztései (válogatás)
- Az apostolok cselekedetei : Biblikus konferencia : Szeged, 1993. augusztus 30 – szeptember 2. Szeged: JATE, 1995. 220 p.
- A Messiási kérdés : Szegedi Biblikus Konferencia : Szeged, 1995. szeptember 4-7. Szeged : JATEPress, 1997. 132 p.
- Példabeszédek : Szegedi Biblikus Konferencia : Szeged, 1997. szeptember 1-4. [a tanulm. ford. ifj. Bartha Tibor, Kundor Csaba]. Szeged : JATEPress, 1998. 227 p.
- Csoda-elbeszélések : Szegedi Biblikus Konferencia : Szeged, 1988. [!1998]. augusztus 31 – szeptember 3. Szeged : JATEPress, 2000. 187 p.
- Qumrán és az Újszövetség : Szegedi Biblikus Konferencia : Szeged, 1999. augusztus 30 – szeptember 1. Szeged : JATEPress, 2001. 141 p.
- Hatalom és karizma : Szegedi Biblikus Konferencia : Szeged, 2000. szeptember 3-6. Szeged : JATEPress, 2003. 188 p.
- Világi közösség, vallási közösség : Szegedi Nemzetközi Biblikus Konferencia : Szeged, 2003. augusztus 31-szeptember 3. Szeged : JATEPress, 2004. 310 p.
- Vallási személyiségek és hatásuk a társadalomra : Szegedi Biblikus Konferencia : Szeged, 2002. augusztus 25-28. Szeged : JATEPress, 2005. 145 p.
- A Biblia értelmezése : Nemzetközi Biblikus Konferencia, Szeged, 2004. augusztus 29 – szeptember 1. Szeged : JATE Press, 2005. 235 p.
- Mózes törvény. Krisztus törvénye. (Konferencia kötet). Szeged, JATEPress, 2007
- A Biblia és a Korán : Szegedi Nemzetközi Biblikus Konferencia : Szeged, 2007. augusztus 26-29. Szeged : JATEPress, 2008. 183 p.
- Jézustól Krisztusig. 24. Nemzetközi Biblikus Konferencia (2012). Szeged; JATEPress, 2013
- The Bible and Economics. International Biblical Conference XXV (2013). Szeged; JATEPress, 2014

## Társasági tagság
- Keresztény-Zsidó társaság tagja 1990–,
- Universitas és Egyházi Főtanácsadó Szeged város önkormányzatában (1999-2002),
- Szeged–Cambridge baráti társaság tagja 2005–, elnöke 1998–2005,
- Misztótfalusi Kis Miklós Kuratórium tagja 2000–2006,
- a Rotary Club tagja 1992–, (elnöke 2001–2002)
- 2005 óta az SNTS (Újszövetség-kutatók nemzetközi szervezete) tagja

## Díjak, elismerések
- Pápai káplán (Monsignore): 1994. szeptember 19. (pápai kitüntetés)
- Szeged városa kitüntetése Szegedért Emlékérem (1996)
- Scheiber Sándor-díj (2001)
- Lőw Lipót-díj (2003)[13]
- Paul Harris-díj (2015, Rotary Club)
- Pro Unitate in Christo-díj (2022)[14]